# Naissance en 1024
Naissance
- 1020
- 1021
- 1022
- 1023
- 1024
- 1025
- 1026
- 1027
- 1028

Cette page dresse une liste de personnalités nées au cours de l'année 1024 :
- 13 mai : Hugues de Cluny, Hugues le Grand ou Hugues de Semur est le sixième abbé de Cluny.

- Al-Kunduri (en), homme d’État iranien.
- Bruno II (en), margrave de Frise.
- Fu Yaoyu (en), membre du gouvernement chinois.
- Iziaslav Ier, grand-prince de Kiev.
- Magnus Ier de Norvège, roi de Norvège et roi de Danemark.
- Mathilde de Frise, née Mathilde van Friesland, reine des Francs.